# Niyom Prasertsom
Niyom Prasertsom est un boxeur thaïlandais né le 3 juillet 1943 à Samut Sakhon. Il a participé à l'épreuve masculine des poids super-légers aux Jeux olympiques d'été de 1964 et aux Jeux olympiques d'été de 1968. 

## Biographie
Niyom Prasertsom est sacré champion d'Asie à Bangkok en 1963 dans la catégorie des poids super-légers et se qualifie pour les Jeux olympiques l'année suivante à Tokyo où il est éliminé dès le premier tour par le Hongrois István Tóth.
Il est médaillé d'or aux Jeux asiatiques de Bangkok en 1966 dans la catégorie des poids super-légers. En 1967, il devient champion d'Asie  à Colombo en poids super-légers et se qualifie pour les Jeux olympiques l'année suivante à Mexico, où il s'incline au deuxième tour face au Vénézuélien Nelson Ruiz.